# 味覚極楽
味覚極楽（みかく ごくらく）は、日本の小説家、子母澤寛が、本名である梅谷松太郎名義で新聞記者として東京日日新聞社に勤務していたおりに、各界の著名人から食に寄せる想いや逸話などを聞き取り、1927年 (昭和2年) に同紙へ連載した記事および、これを編纂した随筆集の名称である。

## 作品誕生の経緯
梅谷松太郎は、1914年 (大正3年) に明治大学専門部法科を卒業後、釧路毎日新聞社、札幌木材株式会社、朝ノ気商会を経て読売新聞社の記者となり、『舵取り物語』などの連載記事を手がけたのち、1926年 (大正15年) に東京日日新聞社の社会部へ移った。
その頃の夏場の新聞業界は「夏枯れ」と称されるほどに社会部の記事が乏しく、それを補うために業界用語で「囲み物」と呼ばれる軽い読み物を掲載することが通例となっていた。1927年 (昭和2年) の夏、東京日日新聞社会部部長であった小野賢一郎は、その頃東京で開催された「世界料理博覧会」を観て、各界の著名人から取材した食についての聞き書きで紙面の穴埋めをすることを思いつき、社内で囲み物の名手として知られていた梅谷に取材と記事の執筆を命じる。執筆にあたって小野は「記述は平明、誰もが興味を持ち且つ分かる内容、話題は豊かに」といった指示をした。
1927年 (昭和2年) 8月17日、東京日日新聞にて『味覚極楽』の連載開始。聞き取り取材の対象となった人物は当時の華族、政財界人、軍人、文化人などが中心となった。梅谷は、語り手から食を通じてその人生観などもうかがえるような談話を多く引き出し、取材用の録音機材がない時代であるにもかかわらず、各々の語り口をも再現した記事にまとめ上げていった。連載には200通もの投書が寄せられるほどに注目が集まり、同年10月28日に通算70回をもって終了した。

## 出版状況
『味覚極楽』は連載終了後まもなく光文社から単行本化された。当時の定価は1円80銭。戦時中は絶版となっていたが、戦後、1955年 (昭和30年) から3年間、雑誌「あまカラ」に連載された。かつての新聞記者梅谷は時代小説家の子母澤寛として名を成しており、再連載にあたり取材当時の会見記を書き下ろし、初出時の記事と組み合わせて発表した。「あまカラ」への連載が終了した1957年 (昭和32年) には子母澤の会見記を加えた形で龍星閣から単行本化。以後出版されたものはこの龍星閣版を底本としており、近年においては中公文庫から出版されている。

## 記事名
配列は単行本初出の光文社版に、表記は現行の中央公論新社版に拠る。括弧内は中央公論新社版の配列番号と子母澤による会見記の記事名。
1. しじみ貝の殻 ‐ 子爵 石黒忠悳氏の話　(1.石黒況翁のこと)
2. 蛤の藻潮蒸し ‐ 資生堂主人 福原信三氏の話　(2.「味覚極楽」のころ)
3. 冷や飯に沢庵 ‐ 増上寺大僧正 道重信教氏の話　(3.俗人の冷や飯)
4. 天ぷら名人譚 ‐ 俳優 伊井蓉峰氏の話　(4.晩年の伊井蓉峰)
5. 砲煙裡の食事 ‐ 子爵 小笠原長生氏の話　(5.小笠原中将・山本・八代両大将)
6. 貝ふろの風情 ‐ 民政党総務 榊田清兵衛氏の話　(6.北国の味)
7. 鯉の麦酒だき ‐ 伯爵 柳沢保恵氏の話　(7.キザはごめん)
8. 西瓜切る可からず ‐ 銀座千疋屋主人 斎藤義政氏の話　(9.果物の王)
9. 珍味伊府麺 ‐ 男爵夫人 大倉久美子さんの話　(8.大倉さんのこと)
10. うまい物づくし ‐ 伯爵 溝口直亮氏の話　(10.新発田の殿様)
11. 大鯛のぶつ切り ‐ 俳優 尾上松助氏の話　(12.名優さま)
12. 酒、人肌の燗 ‐ 元鉄道大臣 小松謙次郎氏の話　(13.ロボット)
13. 日本一塩煎餅 ‐ 鉄道省事務官 石川毅氏の話　(11.塩煎餅・カステラ・醤油)
14. 宝珠荘雪の宵 ‐ 伯爵 小笠原長幹氏の話　(15.対の大島)
15. 長崎のしっぽく ‐ 南蛮趣味研究家 永見徳太郎氏の話　(14.旦那文士)
16. 新しいお釣銭 ‐ 日本橋浪華家 古藤嘉七氏の話　(19.うまい家)
17. そばの味落つ ‐ 医学博士 竹内薫兵氏の話　(20.寸刻の味)
18. 真の味は骨に ‐ 印度志士 ボース氏の話　(24.ボースさんのこと)
19. あなご寿司 ‐ 筑前琵琶師 豊田旭穣さんの話　(16.琵琶の女王)
20. 奥様方の奮起 ‐ 実業家 鈴木三郎助氏の話　(21.粋なこと)
21. 三重かさね弁当 ‐ 舞踊家元 花柳壽輔さんの話　(22.持って生まれたもの)
22. お茶に落雁 ‐ 赤坂虎屋 黒川光景氏の話　(23.法学士の羊羹)
23. 新巻の茶づけ ‐ 東京駅長 吉田十一氏の話　(18.坊主鮭)
24. 高島秋帆先生 ‐ 麻布大和田 味沢貞次郎氏の話　(26.日本一の鰻)
25. 料理人自殺す ‐ 伯爵 寺島誠一郎氏の話　(28.寺島の御前)
26. 梅干の禅味境 ‐ 医学博士 大村正夫氏の話　(27.大倉翁の主治医)
27. しぼり汁蕎麦 ‐ 陸軍中将 堀内文次郎氏の話　(25.舌の望郷)
28. 蒲焼の長命術 ‐ 大記者 竹越三叉氏の話　(29.交詢社の洋食)
29. 料理人不平話 ‐ 宮内省厨司長 秋山徳蔵氏の話　(30.材料に食われる)
30. 当番僧の遣繰り ‐ 鎌倉円覚寺管長 古川堯道氏の話　(31.うどんに生醤油)
31. 四谷馬方蕎麦 ‐ 彫刻師 高村光雲翁の話　(32.耳学問)
32. 竹の子天ぷら ‐ 実業家 三輪善兵衛氏の話　(17.ミツワの三輪さん)

## 文中で紹介された飲食店
特記あるもの以外は日本料理店。店名の表記は中央公論新社版に拠る。
- あ行

曙茶漬 (駒形)　浅草 (浜町)　吾妻 (煎餅 五反田)　東寿司 (箱崎町)　安全食堂 (まむし料理 京橋)　いく栄 (神田)　一直 (会席 浅草)　田舎そば (両国)　稲荷寿司 (芝口)　魚まつ (浅草)　うさみ (赤坂)　宇治の里 (茶漬け 浅草)　うの丸 (寿司 日本橋)　馬方そば (四谷)　Aワン (洋食 八官町)　江戸銀 (新橋)　江戸っ子 (下谷)　越後屋 (和菓子 本所)　大阪寿司 (浅草)　大たこ (おでん 銀座)　大和田 (うなぎ 麻布)　おつな寿司 (麻布)　尾張屋 (きしめん 神田)
- か行

花月 (会席 新橋)　海月 (鳥料理 烏森)　偕楽園 (中華料理 小石川)　かしわや (新場橋)　春日 (会席 日本橋)　角庄 (日本)　川鉄 (鳥料理 牛込)　金田 (鳥料理 浅草)　兼寿司 (神田)　亀清 (柳橋)　川芳 (名古屋)　祇園茶づけ (蔵前)　菊水 (天ぷら 烏森)　紀の国や (日本橋)　紀の善 (寿司 牛込)　錦水 (会席 築地)　クレセント・クラブ (フランス料理 横浜)　呉竹寿司 (浜町)　迎陽亭 (長崎)　ケテル (ドイツ料理 京橋)　香寿司 (日本橋)　幸寿司 (京橋)　五色茶づけ (浅草)　小玉屋 (蕎麦 下谷)　小満津 (うなぎ 鈴木町)
　
- さ行

嵯峨野 (京橋)　笹巻ずし (人形町)　更科 (麻布)　山楽旅館 (沢庵 那須)　塩屋 (天ぷら 芝口)　しがらき茶漬 (中野)　自笑軒 (会席 田端)　蛇の目 (寿司 浅草)　春月 (蕎麦 牛込)　重箱 (すっぽん料理)　正直屋 (居酒屋 日本橋)　次郎左衛門寿司 (本石町)　新喜楽 (会席 築地)　新富寿司 (新橋)　水月 (銀座)　末源 (弁当 烏森)　角屋 (京都)　清寿軒 (和菓子 日本橋)　草加せんべい屋 (埼玉)
- た行

大黒屋 (うなぎ 麻布)　大〆 (寿司 牛込)　台所司会 (会席)　高七 (天ぷら 築地)　大又 (両国)　たからや (長崎料理 築地)　たこ梅 (おでん 大阪)　たこ安 (おでん 日本橋)　丹彌 (本町)　竹園 (おでん 浅草)　竹葉 (うなぎ 新富町)　千葉屋 (築地)　中華亭 (日本橋)　つるや (大阪)　帝国ホテル (洋食 内山下町)　天新 (天ぷら 上野)　天蝶 (天ぷら 京橋)　天寅 (天ぷら 大阪)　天平 (天ぷら 京橋)　天満佐 (天ぷら 本郷)　天松 (天ぷら 浅草)　常盤 (会席 浜町)　富重 (どじょう料理 両国)　どら猫 (銀座)　虎屋 (和菓子 赤坂)　鳥安 (鳥料理 日本橋)
- な行

ながさき (長崎料理 赤坂)　中清 (天ぷら 浅草)　中善 (築地)　中村屋 (蕎麦 伊勢崎町)　灘屋 (会席 日本橋)　浪華家 (会席 浜町)　奈良茶づけ (浅草)　鳴門寿司 (飯倉)　
- は行

売茶 (会席 本郷町)　はち巻岡田 (銀座)　八新亭 (西京料理 京橋)　花長 (天ぷら 浜町)　花屋 (会席 芳町)　瓢亭 (粥 京都)　福井樓 (会席 柳橋)　ふくべ (グリルルーム 四谷)　福増屋 (天ぷら 三寺町)　二葉亭 (フランス料理 道玄坂)　冬木そば (深川)　坊主そば (浅草)　帆かけ寿司 (銀座)　星ヶ岡茶寮 (会席 麹町区)　
- ま行

松喜 (すき焼 銀座)　松本樓 (会席)　丸梅 (会席 四谷)　丸見屋 (寿司 銀座)　満月 (鳥料理 島原)　萬安 (会席)　萬両 (すき焼 京橋)　三河屋 (会席 赤坂)　美佐古 (寿司 四谷)　三島館 (沼津)　三井集会所 (麻布)　三橋堂 (和菓子 小網町)　みやけ (牛肉料理 宗右衛門町)　茂竹 (天ぷら 銀座)　もみじ (天ぷら 日本橋)　森永 (丸の内)
- や行

八百善 (会席 山谷)　八百松 (会席 山谷)　柳川亭 (会席 白山)　柳屋 (川魚料理 近江)　藪そば (神田)　山下 (上野)　やまと (檜物町)　山平 (おでん 銀座)　勇幸 (天ぷら 神楽坂)　与兵衛 (寿司 本所)　吉田 (蕎麦 浜町)　吉野寿司 (日本橋)
- ら・わ行

柳光亭 (会席 柳橋)　蓮玉庵 (蕎麦 下谷)　和田平 (うなぎ 日本橋)

## 雑纂
光文社での初の単行本化にあたっては、江戸期の料理関連本「甘藷百珍」、「名飯部類」、「四季漬物塩嘉言」、「料理珍味集」、「豆腐百珍」、「豆腐百珍続編」の抄録が付録「新釈料理通」として巻末に加えられた。なお、当該付録は龍星閣をはじめとする再刊時には省かれている。
子母澤は本作品の取材の際、メモを一切取らなかったため、取材がスムーズに進み、語り手からも好意をもって受け入れられという。後年の新撰組関連の聞き書きにおいても多大の成果をあげることが出来たといわれる。
子母澤は自身の作品「突っかけ侍」はこの時取材した小笠原長生の父、長行がモデルであることを会見記で明かしている。

## 出版記録
- 1927年 (昭和2年)　光文社 (聞き書きのみを収めた単行本)
  - 1927年 (昭和2年) 東京日日新聞 (70回連載)
- 1957年 (昭和32年) 龍星閣 (「あまカラ」への連載をまとめた単行本)
  - 1955年 (昭和30年)～1957年 (昭和32年) 甘辛社「あまカラ」 (子母澤の会見記を加えた連載記事)

- 1963年 (昭和38年)　中央公論社 (子母澤寛全集 第10巻)
- 1968年 (昭和43年)　文藝春秋 (美味求真 第4巻に一部を収録)
- 1974年 (昭和49年)　講談社 (子母澤寛全集 第24巻)
- 1977年 (昭和52年)　新評社 (亀の子ブックス28)
- 1983年 (昭和58年)　中央公論社〈中公文庫〉
- 2004年 (平成16年)　中央公論新社〈中公文庫BIBLIO〉ISBN 978-4122044623